# Gordon Scholes
Gordon Glen Denton Scholes (ur. 7 czerwca 1931 w Melbourne, zm. 9 grudnia 2018 w Geelong) – australijski polityk, działacz Australijskiej Partii Pracy.
W latach 1967–1990 reprezentował okręg wyborczy Corio w Izbie Reprezentantów. Od 1973 do 1975 zajmował tam stanowiska zastępcy spikera i przewodniczącego Komisji Całej Izby. Natomiast w latach 1975–1976 pełnił funkcję Spikera. 
Był ministrem: obrony (1983–1984) i terytoriów (1984–1987).